# 行宗桃源宗行
行宗 桃源 宗行（ゆきむね とうげん むねゆき）は、江戸時代後期から明治時代にかけて活動していた茶人。

## 生涯
文政6年（1823年）に五代目桃源の子として土佐郡小高村（現・高知市）で生まれる。
宗行の氏族は、80石取りの代々茶の湯に関わってきた藩士の家で、行宗春次（4代目）、桃源（渕魚・新柳斎）（5代目）と続き、宗行は父である5代目桃源（渕魚・新柳斎）と同じく桃源を称し6代目を継いだ。号は対清庵と称した。宗行は父から石州流の茶の湯を受け継ぎ、さらに江戸在勤の折に千家の弧峰庵・川上不白に入門し、その系統の茶道を深めた。
嘉永3年（1851年）、父の名代として坊主を支配し、翌年に跡目をついで茶道頭となったが、同年十二月には遠慮を申し付られている。遠慮を申し付けられた理由は、「酒狂をもって市中不作法の挙動これある趣、御待の風俗については兼々殿様より御自身仰付けられているにも拘らず、不都合である」というもので、このことから分かる通り、酒飲みの多い土佐の人物の中でもとび抜けて酔狂な人物であったようである。
幕末から明治初期にかけて、高知市の庶民の間に、江戸千家流を広めた。
明治15年（1882年）に60歳で死去した。

## 人物・家族
先祖は行宗与助。大忍庄（おおさとのしょう）西川城主、香宗城落城後浪人、その子・西川春庭が御坊主支配に召抱えられ、春庭の次男である重福は別家坊主に召出される。
この行宗桃源宗行の一族の先祖が書き残したと思われる文書が、現在、高知市の有形文化財『行宗文書』として保存されている。